# Amphicarpaea bracteata
Amphicarpaea bracteata là một loài thực vật có hoa trong họ Đậu. Loài này được (L.) Fernald miêu tả khoa học đầu tiên.

## Hình ảnh

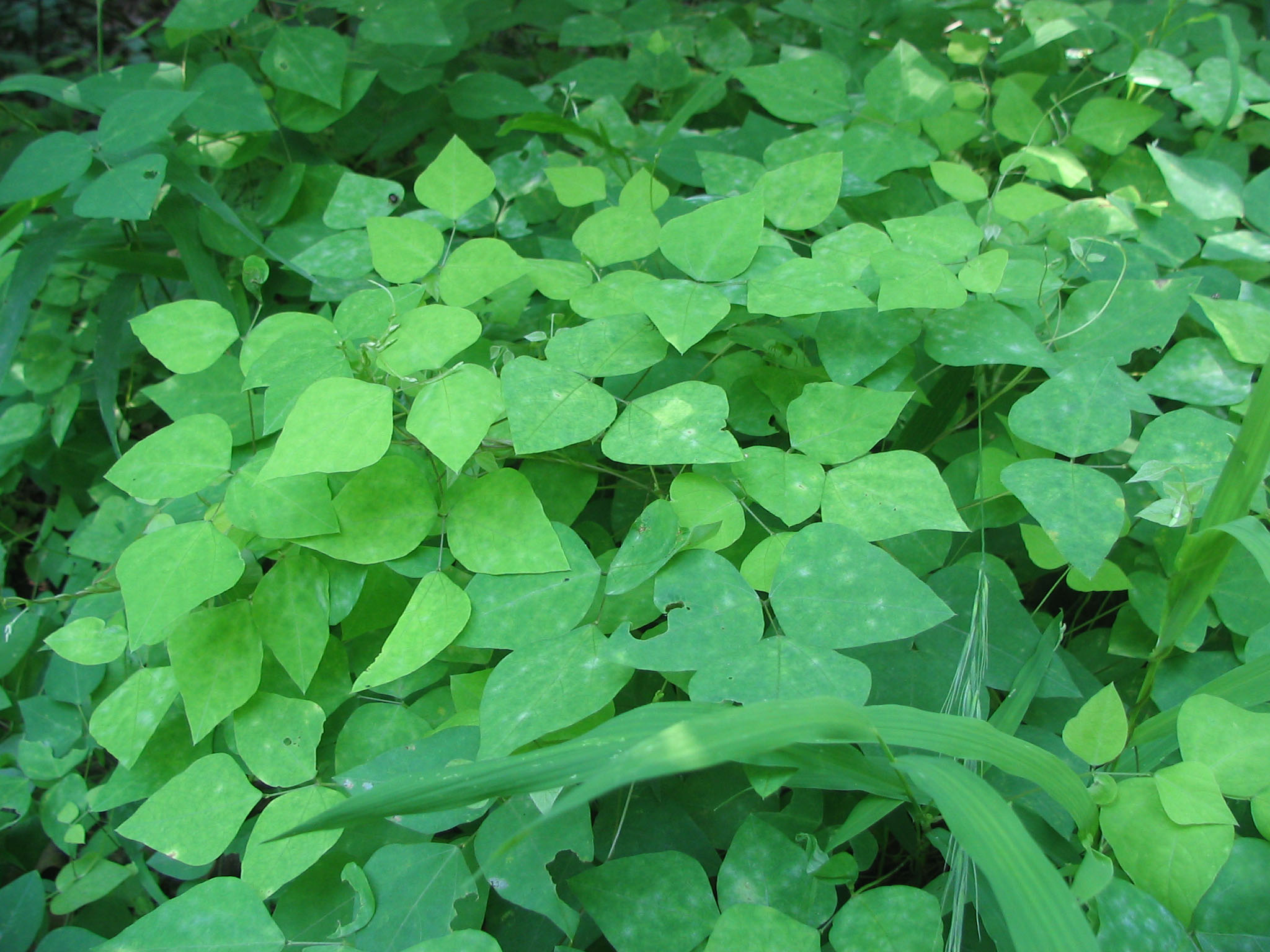
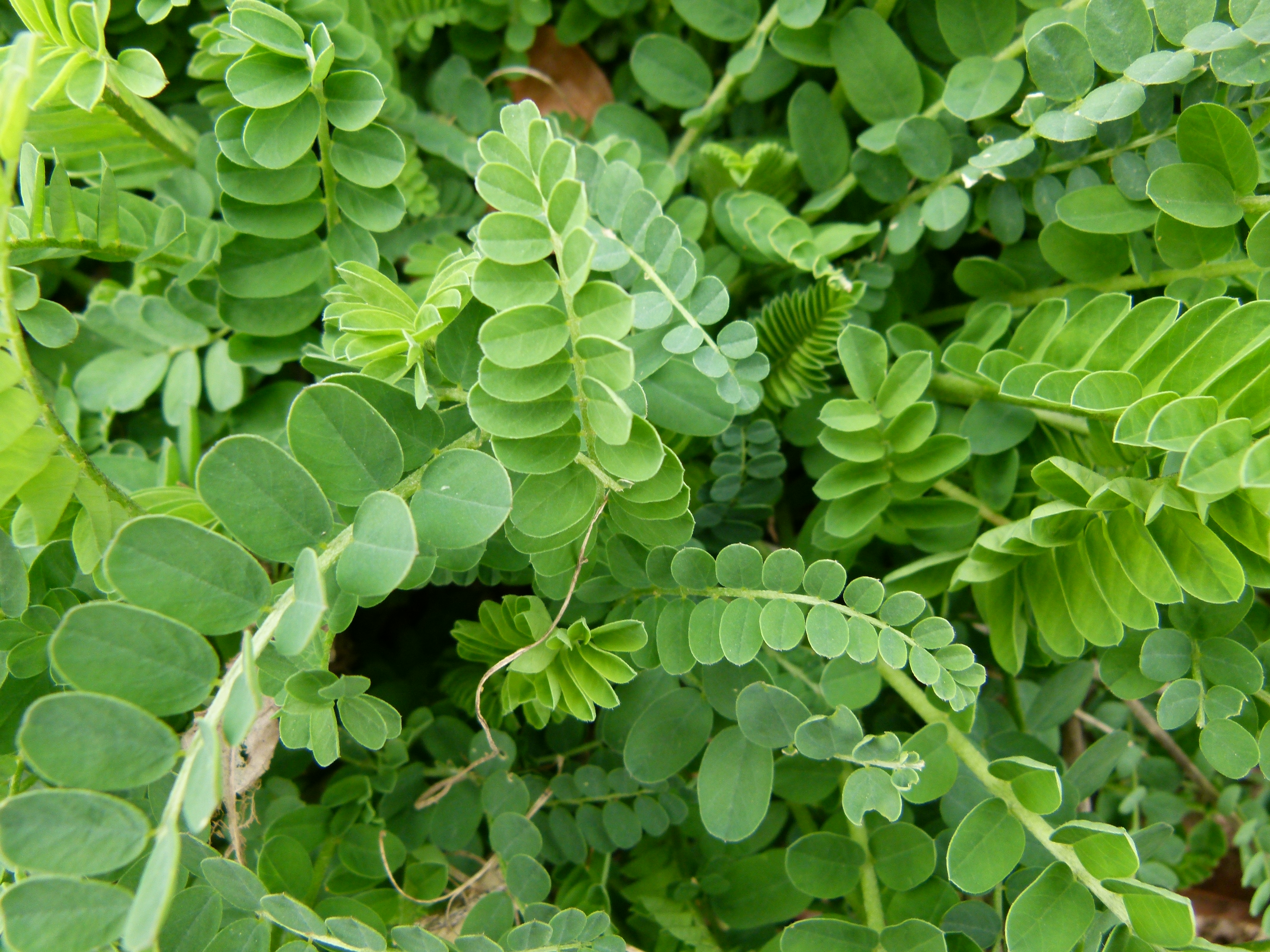